# Ferme de Kerlavic

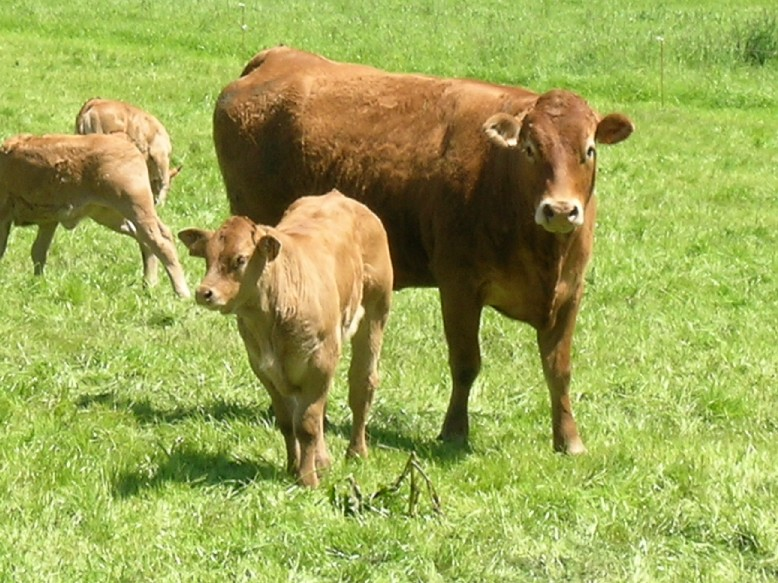
Vache et son veau dans les champs de Kerlavic.

La ferme de Kerlavic est située près de Quimper dans le département du Finistère.  Elle s’est donné pour objectif d’éduquer à la préservation de l’environnement en montrant le lien étroit entre agriculture et environnement. Elle s’adresse à différents publics, aussi bien les agriculteurs qui viennent y trouver des conseils techniques, qu’à des classes de différents niveaux, des formations professionnelles et plus généralement au grand public. 
Kerlavic est un lieu de rencontres et d’échanges entre différents acteurs d'horizons divers (agriculteurs, membres d'associations, représentants des collectivités...)

## Histoire
À sa création dans les années 1980, Kerlavic appartenait au réseau des fermes expérimentales des chambres d’agriculture de Bretagne. C’était une station de recherche appliquée en agriculture, à vocation environnementale. Cette particularité l’a fait évoluer vers l’éducation à l’environnement, si bien que depuis 2005, la Ferme de Kerlavic n’appartient plus au réseau des Fermes expérimentales. Elle est devenue Centre régional de ressources sur les enjeux liés à l’agriculture et l’environnement. Kerlavic est gérée par la Maison de l’élevage, association loi de 1901, et fait partie du groupe Chambre d’agriculture du Finistère.
La Ferme de Kerlavic sous sa forme actuelle est une structure unique en France. Avant tout, Kerlavic a une véritable activité agricole avec près de 90 ha en polyculture élevage. Spécialisée dans la production de viande bovine, la ferme compte 40 vaches de race à viande Limousine et des jeunes bovins. Si l'activité agricole s'autofinance, le Centre de ressources bénéficie quant à lui du soutien financier de la chambre d'agriculture et des partenaires tels que le Conseil général du Finistère, la Région Bretagne, l'Agence de l'eau Loire-Bretagne ou encore l'Europe.

## Carte d’identité de la ferme
- Statut de la ferme : association loi de 1901 gérée par la Maison de l’élevage du Finistère.

- Propriété : Chambre d’Agriculture du Finistère - Groupama - Maison de l’élevage (Société Civile Immobilière)

- Activité : Exploitation agricole en polyculture élevage

- Surface agricole utile : 85 ha dont 30 ha sur le site même

- Production : Viande bovine / 40 vaches de race à viande limousine * de 60 à 100 jeunes bovins

- Nombre de salariés : 5

- Date d’installation : 1980 en production ovine et bovine

- Particularité de Kerlavic :
  - Station expérimentale spécialisée dans la qualité de l’eau de 1994 à 2004
  - Centre de ressources sur l’Agriculture et l’environnement depuis 2005

## Les actions menées
La Ferme de Kerlavic est un lieu de concertation et de rencontre entre différents acteurs réunis pour construire ensemble des projets d'avenir. Elle se construit autour de quatre idées : « innover », « transmettre », « montrer » et « dialoguer ».

### Un site d'expérimentation
Historiquement station expérimentale issue du réseau de recherche appliquée des Chambres d’agriculture de Bretagne, la Ferme de Kerlavic reste un lieu d’expérimentation suivi par le Pôle régional « Agronomie-Productions végétales ».
Sa spécialité est de préserver la qualité de l’eau en luttant contre les phénomènes de lessivage de l’azote et de pollution par les produits phytosanitaires.
Sa vocation est de mettre au point des solutions techniques en matière d'agronomie et d'environnement pour permettre aux agriculteurs d'agir durablement en conciliant économie, production et environnement.

### Une ferme de démonstration
Dans le cadre du réseau des Chambres d’agriculture de Bretagne, de nombreuses expérimentations ont été menées à Kerlavic en matière de production de viande bovine et d’environnement. Afin de transmettre des innovations techniques auprès des agriculteurs et de tester pour eux de nouvelles pratiques, Kerlavic organise régulièrement des opérations de démonstrations et d’échanges techniques
Elle s'est donné pour mission d'appuyer les évolutions techniques en diffusant les savoir-faire et en favorisant les échanges d'expériences.

### Un espace de découverte pédagogique
En tant que ferme pédagogique, la ferme de Kerlavic accueille les élèves à partir du CE2 jusqu’aux élèves ingénieurs pour des activités thématiques reliant agriculture et environnement et met à disposition des ressources pédagogiques. Au fil d’un parcours original, adultes et enfants à partir de 8 ans découvrent l’agriculture depuis ses éléments fondamentaux, l’eau, le sol, la plante, l’animal… jusqu’aux hommes et aux femmes qui exercent ces métiers.
Sa spécialité est de faire découvrir les liens entre agriculture et environnement et sensibiliser aux enjeux d'un développement durable des territoires.
Elle a reçu en 2007 le trophée de l'eau de l'agence de l'eau Loire-Bretagne pour ses actions innovantes de sensibilisation du public aux enjeux de l'eau et de l'environnement.
Dans cet objectif, la ferme de Kerlavic lance en 2008, un outil d'animation itinérant La ferme qui roule pour aller à la rencontre du public

### Un lieu de dialogue
Nouveau lieu de médiation et de concertation, la ferme de Kerlavic est ouverte à différentes catégories de publics : les agriculteurs, les scolaires et leurs enseignants et formateurs, les relais d’opinion, les élus et responsables professionnels, et plus largement le grand public.
Elle est un lieu de rencontres et d’échanges entre personnes d’horizons divers, partageant la volonté d’avancer ensemble sur une nouvelle agriculture répondant aux attentes de la société et des agriculteurs.
Sa finalité est de contribuer au rapprochement des acteurs régionaux sur les sujets impliquant l'agriculture et l'environnement et dégager des points communs pour des projets partagés au sein de nos territoires.